# 沖縄県指定文化財一覧
沖縄県指定文化財一覧（おきなわけんしていぶんかざいいちらん）は、沖縄県文化財保護条例（1972年（昭和47年）5月15日沖縄県条例第25号）に基づき、沖縄県が指定、認定、選定又は選択した文化財の一覧である。
2018年5月1日現在、267件の文化財が指定されている。
また、記録作成等の措置を講ずべき無形文化財として、3件が選択されている。

## 有形文化財
2018年5月1日現在、116件の有形文化財が指定されている。

### 建造物
- 中城城跡〔中城村〕
- 末吉宮磴道〔那覇市〕
- 座喜味城跡〔読谷村〕
- 美崎御嶽〔石垣市〕
- 天后宮〔久米島町〕
- 小禄墓〔宜野湾市〕
- 龍淵橋〔那覇市〕
- ヒジ川橋および取付道路〔那覇市〕
- 大城按司の墓〔南城市〕
- 今帰仁城跡〔今帰仁村〕
- 知念城跡〔南城市〕
- 摩文仁家の墓〔南風原町〕
- 伊祖の高御墓〔浦添市〕
- 旧首里城守礼門〔那覇市〕
- 旧円覚寺総門〔那覇市〕
- 壺屋の荒焼のぼり窯附石牆〔那覇市〕
- 屋部の久護家、附ひんぷん、井戸、文書2点、福木囲い〔名護市〕
- 新盛家住宅、附石垣、宅地〔竹富町〕

## 無形文化財
2018年5月1日現在、14件の無形文化財が指定されている。

### 芸能
音楽、舞踊、演劇その他の芸能
- 沖縄伝統舞踊（沖縄伝統舞踊保存会員）
- 沖縄伝統音楽野村流（沖縄伝統音楽野村流保存会）
- 沖縄伝統音楽安冨祖流（沖縄伝統音楽安冨祖流保存会）
- 沖縄伝統音楽湛水流（沖縄伝統音楽湛水流保存会）
- 沖縄伝統音楽箏曲（沖縄伝統音楽箏曲保存会）
- 八重山古典民謡（八重山古典民謡保存会）
- 琉球歌劇（琉球歌劇保存会）
- 八重山伝統舞踊（八重山伝統舞踊保存会）

### 工芸美術
陶芸、染織、漆芸、金工その他の工芸技術
- びん型
- 本場首里の織物
- 読谷山花織
- 八重山上布
- 琉球漆器

### 空手・古武術
- 沖縄の空手・古武術

## 民俗文化財
2018年5月1日現在、25件の民俗文化財が指定されている。

### 有形民俗文化財
- 城辺町の友利のあま井
- ウイピャームトゥの祭場
- 伊是名村諸見の神アサギ附拝所
- 伊是名村仲田の神アサギ附宅地
- 伊是名村伊是名の神アサギ附拝所
- 安里のテラ

等19件

### 無形民俗文化財
- 泡瀬の京太郎
- 宜野座の京太郎
- 伊集の打花鼓
- 屋部の八月踊り
- 湧川の道次楽
- 謝名のアヤーチ（操り）獅子

## 記念物
2018年5月1日現在、112件の記念物が指定されている。

### 史跡
2018年5月1日現在、54件の史跡が指定されている。
- 龍潭及びその周辺
- 園比屋武御嶽
- 野国総官の墓
- ドイツ皇帝博愛記念碑
- 仲宗根豊見親の墓
- 上比屋山遺跡
- 野原岳の霊石
- 仲里間切蔵元跡
- 美崎御嶽
- 屋我地運天原サバヤ貝塚
- 野国貝塚群
- 崎樋川貝塚
- 平安名貝塚
- 米須貝塚
- 久米島大原貝塚
- 下田原貝塚
- 仲間第一貝塚
- 仲間第二貝塚
- 平西貝塚
- 伊江島鹿の化石
- 弁ケ嶽
- 伊是名玉御殿
- 伊是名城跡
- 尚円王生誕地屋敷内「みほそ所」
- 佐敷ようどれ
- 仲島大石
- 今帰仁村仲原馬場
- 西塘御嶽
- 蔵元跡
- 垣花城跡
- 伊祖城跡
- 伊波城跡
- 伊敷索城跡
- 首里金城町石畳道
- 改決羽地川碑記
- 那覇市山下町第一洞穴
- 浦添貝塚
- 古我知焼窯跡
- 浜崎貝塚
- ウティダ石
- 多良間島の土原豊見親のミャーカ
- 寺山の遺跡
- 浜元サチビン貝塚
- 山川港原遺跡
- 山川垣内権現洞穴遺跡
- スムリャーミャーカ
- ミントングスク
- 伊江島のゴヘズ洞穴遺跡
- 下地町の池田矼
- 平得アラスク村遺跡
- 久里原貝塚
- 桃里恩田遺跡
- 高腰城跡
- 国学・首里聖廟石垣

### 名勝
2018年5月1日現在、9件の名勝が指定されている。
1. 斎場御嶽 - 1955年（昭和30年）1月25日指定（南城市字久手堅サヤハ原）
2. 中城城跡 - 1955年（昭和30年）1月25日指定（中城村字泊）
3. 今帰仁城跡 - 1955年（昭和30年）1月25日指定（今帰仁村字今泊）
4. 轟の滝 - 1956年（昭和31年）2月22日指定（名護市字数久田）
5. 首里金城町石畳道 - 1964年（昭和39年）5月1日指定（那覇市首里金城町）
6. 伊江村の城山 - 1967年（昭和42年）4月11日指定（伊江村字東江上グスク原）
7. 宜野湾市森の川 - 1967年（昭和42年）4月11日指定、2000年（平成12年）5月19日追加指定（宜野湾市真志喜）
8. 万座毛 - 1972年（昭和47年）5月12日指定（恩納村字恩納）
9. サンニヌ台 - 1974年（昭和49年）4月25日指定（与那国町字阿佗尼花）

### 天然記念物
2019年6月11日現在、50件の天然記念物が指定されている。
動物 - 18件指定
1. フタオチョウ - 1969年（昭和44年）8月26日指定（所在地、地域を定めず指定）
2. コノハチョウ - 1969年（昭和44年）8月26日指定（所在地、地域を定めず）
3. アサヒナキマダラセセリ - 1978年（昭和53年）4月1日指定（石垣島、西表島）
4. イボイモリ - 1978年（昭和53年）11月9日指定（所在地、地域を定めず指定）
5. クロイワトカゲモドキ（マダラトカゲモドキも含む） - 1978年（昭和53年）11月9日指定（所在地、地域を定めず指定）
6. ヨナグニサン - 1985年（昭和60年）3月29日指定（所在地、地域を定めず指定）
7. キクザトサワヘビ - 1985年（昭和60年）3月29日指定（所在地、地域を定めず指定）
8. ホルストガエル - 1985年（昭和60年）3月29日指定（所在地、地域を定めず指定）
9. ナミエガエル - 1985年（昭和60年）3月29日指定（所在地、地域を定めず指定）
10. イシカワガエル - 1985年（昭和60年）3月29日指定（所在地、地域を定めず指定）
11. 与那国島宇良部岳ヨナグニサン生息地 - 1985年（昭和60年）3月29日指定（与那国町字与那国宇良部2983-1）
12. 宮古馬 - 1991年（平成3年）1月16日指定（宮古島市平良字西里240-2）
13. チャーン - 1991年（平成3年）1月16日指定（うるま市高江洲）
14. アマミヤマシギ - 1994年（平成6年）2月4日指定（所在地、地域を定めず指定）
15. クメジマボタル - 1994年（平成6年）2月4日指定（所在地、地域を定めず指定）
16. 琉球犬 - 1995年（平成7年）12月22日指定（南風原町字与那覇）
17. ミヤコサワガニ - 2010年（平成22年）9月28日指定（所在地、地域を定めず指定）
18. ミヤコカナヘビ - 2019年（令和元年）6月11日指定（所在地、地域を定めず指定）[9]

植物 - 25件指定
1. 天底のシマチスジノリ - 1955年（昭和30年）1月25日指定（今帰仁村字天底）
2. 今泊のコバテイシ - 1956年（昭和31年）10月19日指定（今帰仁村字今泊）
3. 田名のクバ山 - 1958年（昭和33年）1月17日指定（伊平屋村字田名）
4. 伊是名城跡のイワヒバ群落 - 1958年（昭和33年）1月17日指定（伊平屋村字伊是名）
5. 船浮のヤエヤマハマゴウ - 1959年（昭和34年）12月16日指定（竹富町字船浮）
6. 宮鳥御嶽のリュウキュウチシャノキ - 1959年（昭和34年）12月16日指定（石垣市字石垣）
7. 宇根の大ソテツ - 1959年（昭和34年）12月16日指定（久米島町字宇根）
8. 安波のサキシマスオウノキ - 1959年（昭和34年）12月16日指定（国頭村字安波）
9. 佐敷町冨祖崎海岸のハマジンチョウ群落 - 1961年（昭和36年）6月15日指定（南城市佐敷字冨祖崎）
10. 真謝のチュラフクギ - 1970年（昭和45年）5月19日指定（久米島町字真謝）
11. 万座毛石灰岩植物群落 - 1972年（昭和47年）5月12日指定（恩納村字恩納）
12. 仲筋村ネバル御嶽の亜熱帯海岸林 - 1972年（昭和47年）5月12日指定（石垣市字川平ヒウッタ原）
13. 宮里前の御嶽のハスノハギリ群落 - 1973年（昭和48年）3月29日指定（名護市字宮里兼久原）
14. 名護番所跡のフクギ群 - 1974年（昭和49年）2月22日指定（名護市字名護）
15. 大宜味御嶽のビロウ群落 - 1974年（昭和49年）2月22日指定（大宜味村字大宜味）
16. 国仲御嶽の植物群落 - 1974年（昭和49年）2月22日指定（宮古島市伊良部字国仲）
17. 塩川御嶽の植物群落並びにフクギ並木 - 1974年（昭和49年）10月3日指定（多良間村字塩川）
18. 運城御嶽のフクギ群落 - 1974年（昭和49年）10月3日指定（多良間村字仲筋）
19. 多良間島の土原御嶽の植物群落 - 1974年（昭和49年）12月26日指定（多良間村字仲筋）
20. 多良間島の嶺原の植物群落 - 1974年（昭和49年）12月26日指定（多良間村字仲筋）
21. 多良間島の抱護林 - 1974年（昭和49年）12月26日指定（多良間村字仲筋、字塩川）
22. アカラ御嶽のウバメガシ及びリュウキュウマツ等の植物群落 - 1977年（昭和52年）5月9日指定（伊是名村字伊是名）
23. 東平安名岬の隆起珊瑚礁海岸風衝植物群落 - 1980年（昭和55年）4月30日指定（宮古島市城辺字平安名）
24. 粟国村字西の御願の植物群落 - 1980年（昭和55年）4月30日指定（粟国村字西土倉原）
25. 比地の小玉森の植物群落 - 1991年（平成3年）4月2日指定（国頭村字比地）

地質 - 5件指定
1. くまや洞窟 - 1958年（昭和33年）1月17日指定（伊平屋村字田名）
2. 仲島大石 - 1958年（昭和33年）3月14日指定（那覇市泉崎）
3. 喜如嘉板敷海岸の板干瀬 - 1974年（昭和49年）2月22日指定（大宜味村字喜如嘉）
4. 本部町大石原のアンモナイト化石 - 1974年（昭和49年）12月26日指定（本部町字山川）
5. 北大東村字中野の北泉洞 - 1985年（昭和60年）3月29日指定（北大東村字中野58、59）

天然保護区域 - 2件指定
1. 嘉津宇岳安和岳八重岳自然保護区 - 1972年（昭和47年）3月14日指定（名護市、本部町）
2. 与那国島久部良岳天然保護区域 - 1985年（昭和60年）3月29日（与那国町字与那国満田原）

## 選択文化財
2018年5月1日現在、3件の記録作成等の措置を講ずべき無形文化財が選択されている。
1. 首里王府の路次楽 - 1978年（昭和53年）3月24日選択（沖縄民俗芸能保存会）
2. 津堅島の唐踊 - 1978年（昭和53年）3月24日選択（津堅民俗芸能保存会）
3. 池間島のミャークヅツ - 1981年（昭和56年）1月26日選択（池間島民謡保存会）